# Shimpei Murai
Shimpei Murai (ur. 26 października 1977 r. w Ishikawie) – japoński wioślarz.

## Osiągnięcia
- Mistrzostwa Świata – St. Catharines 1999 – dwójka bez sternika wagi lekkiej – 11. miejsce[1].
- Mistrzostwa Świata – Gifu 2005 – ósemka wagi lekkiej – 2. miejsce[1].
- Mistrzostwa Świata – Poznań 2009 – ósemka wagi lekkiej – 4. miejsce[1].